# Романівка (Гайсинський район)
Рома́нівка — село в Україні, у  Бершадській міській громаді Гайсинського району Вінницької області.

## Географія
Селом протікає річка Романівка, ліва притока Яланця.

## Історія
7 (20) листопада 1917 року, відповідно до Третього Універсалу Української Центральної Ради, увійшло до складу Української Народної Республіки.
Під час другого голодомору у 1932–1933 роках, проведеного радянською владою, загинуло 10 осіб.
20 лютого 1960 село Романівка Кидрасівської сільської ради підпорядковано Михайлівській сільській раді.
12 червня 2020 року, відповідно розпорядження Кабінету Міністрів України № 707-р «Про визначення адміністративних центрів та затвердження територій територіальних громад Вінницької області», село увійшло до складу Бершадської міської громади.
19 липня 2020 року, в результаті адміністративно-територіальної реформи та ліквідації Бершадського району, село увійшло до складу Гайсинського району.